# Павловски парк
Павловският парк (на руски: Павловский парк) е английски парк в град Павловск, Русия, част от комплекса на Павловския дворец.
Разположен е в долината на река Славянка, в северния край на Павловск и на 28 km южно от центъра на Санкт Петербург. Площта му е 600 хектара, разделени на няколко зони с различни ландшафтни характеристики. Паркът, основан през 1777 година, е паметник на руския класицизъм и включва множество скулптури и павилиони в различен стил.